# 岡崎道駅
岡崎道駅（おかざきみちえき）は、かつて京都府京都市東山区にあった京阪電気鉄道京津線の停留場。
三条通の拡幅工事に伴い、京津線の線路を旧東海道から三条通上に移設したことで廃止された。

## 歴史
- 1912年（大正元年）8月15日：京津電気軌道開業時に広道駅として開業。
- 1925年（大正14年）2月1日：会社合併により京阪電気鉄道の停留場となる。
- 1928年（昭和3年）7月1日：岡崎道駅に改称。
- 1931年（昭和6年）2月20日：廃止。

## 隣の停留場
京阪電気鉄道
京津線
平安神宮前駅 - 岡崎道駅 - 蹴上駅